# 伍德里弗鎮區 (內布拉斯加州霍爾縣)
伍德里弗鎮區（英語：Wood River Township）是位於美國內布拉斯加州霍爾縣的一個行政鎮區。

## 地方資料
伍德里弗鎮區的面積為110.27平方千米，當中陸地面積為110.20平方千米，而水域面積為0.06平方千米。根據2020年美國人口普查的數據，當地共有人口1797人，而人口密度為每平方千米16.3人。